# Louis Burton
Pour les articles homonymes, voir Burton.
Louis Burton, né le 4 juin 1985 à Ivry-sur-Seine , est un navigateur et homme d'affaires français.

## Biographie
Louis Burton découvre la voile en famille dès l'âge de 1 an mais commence réellement à naviguer avec l’École de Voile Jeunesse et Marine à l’Île aux Moines.
Familier des régates depuis l'âge de 15 ans, il a participé au Spi Ouest-France, à la Course Croisière EDHEC et à la Route du Rhum.
Depuis 2006, il est chef de l'entreprise de nautisme et d'événementiel « BE Racing ».
En 2011, il participe à la Transat Jacques-Vabre avec son frère Nelson, à bord du voilier de la classe 60 pieds IMOCA Bureau Vallée, baptisé à Lorient le 24 septembre 2011.

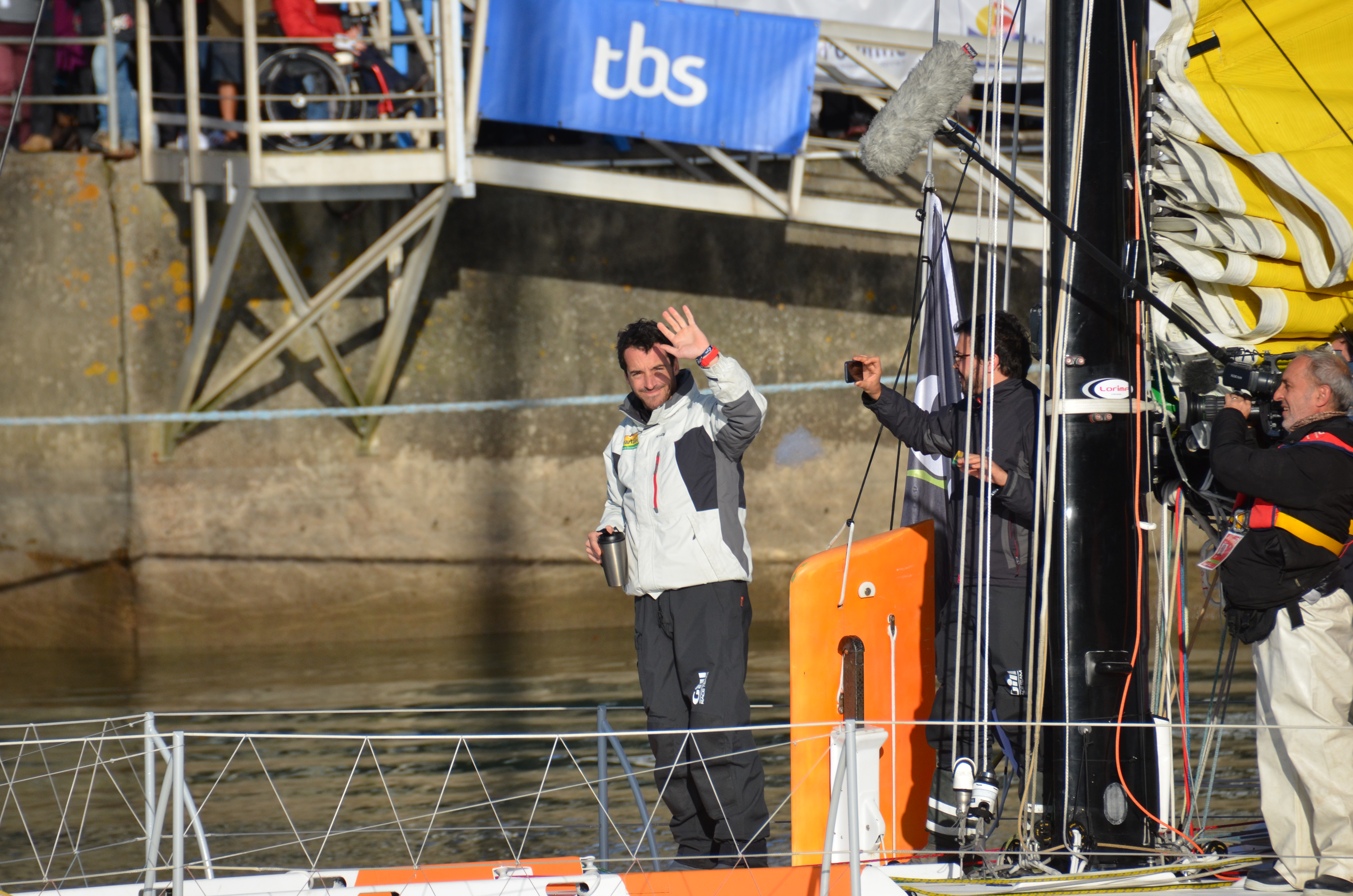
Louis Burton au départ du Vendée Globe 2016-2017.

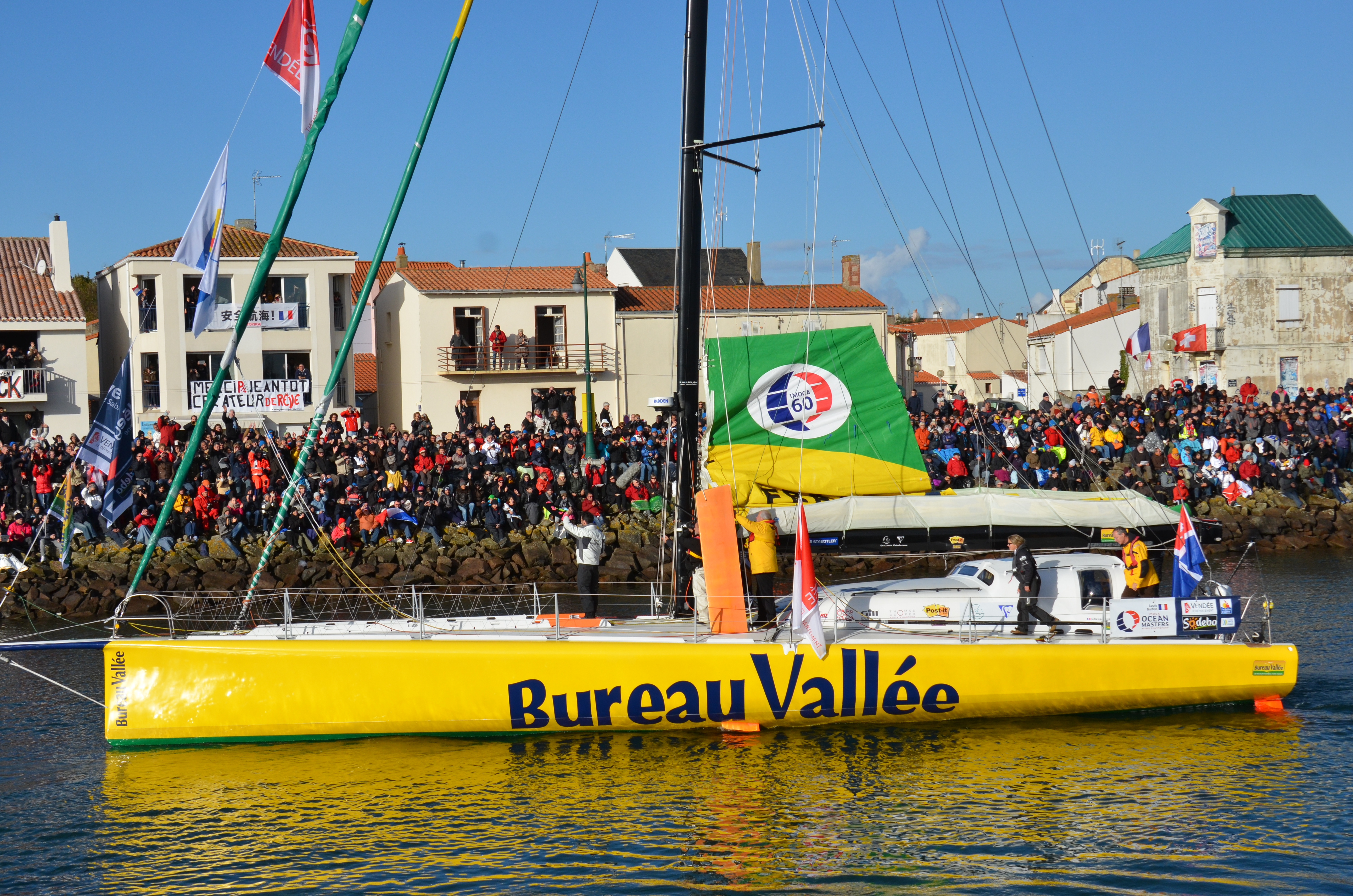
Louis Burton au départ du Vendée Globe 2016-2017.

Il participe au Vendée Globe 2012-2013 avec son 60 pieds IMOCA Bureau Vallée. Seulement quatre jours après le départ de la course, le bateau est percuté par un chalutier au large du Portugal. Malgré les dommages causés au niveau du hauban, Louis décide de faire demi-tour vers Les Sables-d'Olonne pour procéder aux réparations et ainsi repartir. Mais la météo le contraint d'abandonner et il ralliera La Corogne par la suite.
Il participe au Vendée Globe 2016-2017 à bord de Bureau Vallée. Il termine en 7e position.
Le 5 novembre 2017, il s'élance, avec sa compagne Servane Escoffier dans la Transat Jacques-Vabre, à bord de l'IMOCA Bureau Vallée 2, bateau lancé en 2015.
En mai 2019, il est élu vice-président de l'association Imoca.
En 2020, il devient parrain de l'école AMOS Rennes, école de commerce du Sport Management 100% Sport Business.
Il prend part au Vendée Globe 2020-2021, à bord de Bureau Vallée 2, et coupe la ligne en seconde position, mais à la suite de la compensation en temps obtenue par Yannick Bestaven pour participation au sauvetage de Kevin Escoffier, Burton est finalement classé 3e.
Le 12 février 2021, il achète L'Occitane en Provence d'Armel Tripon. Le bateau devient Bureau Vallée 3. À son bord, Burton et Davy Beaudart prennent le départ de la Transat Jacques-Vabre 2021. Au bout d'une dizaine d'heures de navigation, ayant démâté, ils doivent abandonner.
Le 10 novembre 2024, il fait partie de quarante skippers à participer au Vendée Globe 2024-2025. Après 24 jours de mer, Louis Burton est contraint d'abandonner la course le 4 décembre, victime d'une avarie.

## Vie privée
Louis Burton a pour compagne Servane Escoffier, fille de Bob Escoffier.

## Palmarès
- 2003 : 5e du Festival de la Voile
- 2005 :
  - 35e du Spi Ouest-France
  - 18e de l'Obélix Trophy

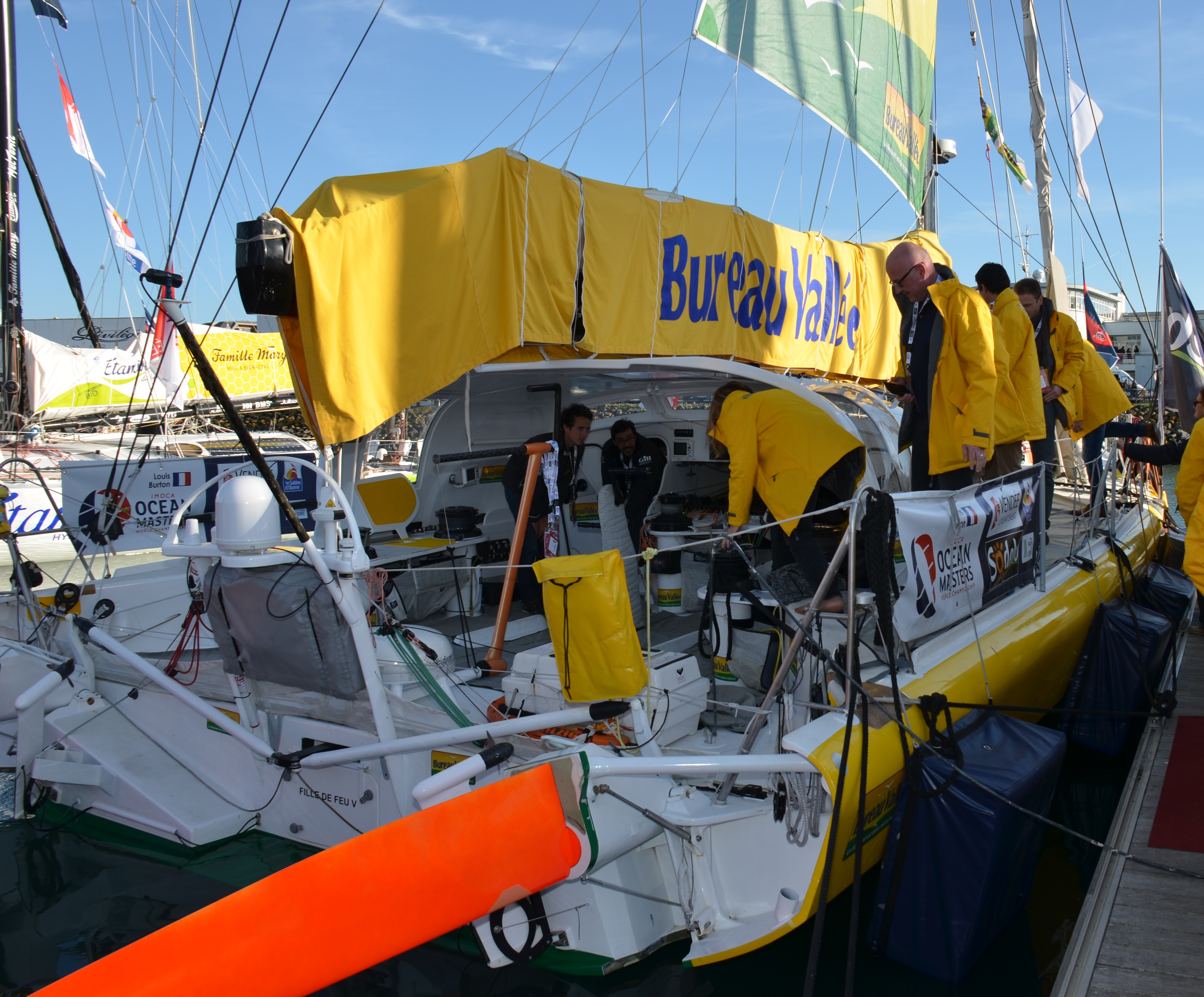
Bureau Vallée

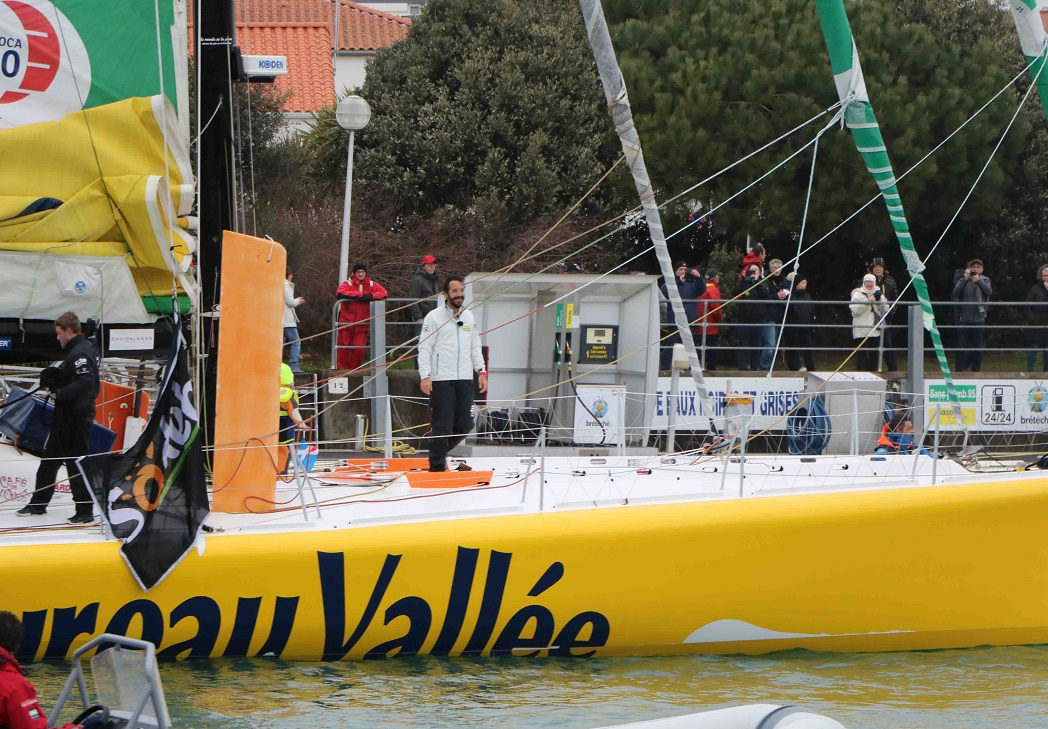
Arrivée de Louis Burton aux Sables D'Olonne lors du Vendée Globe 2016-2017.

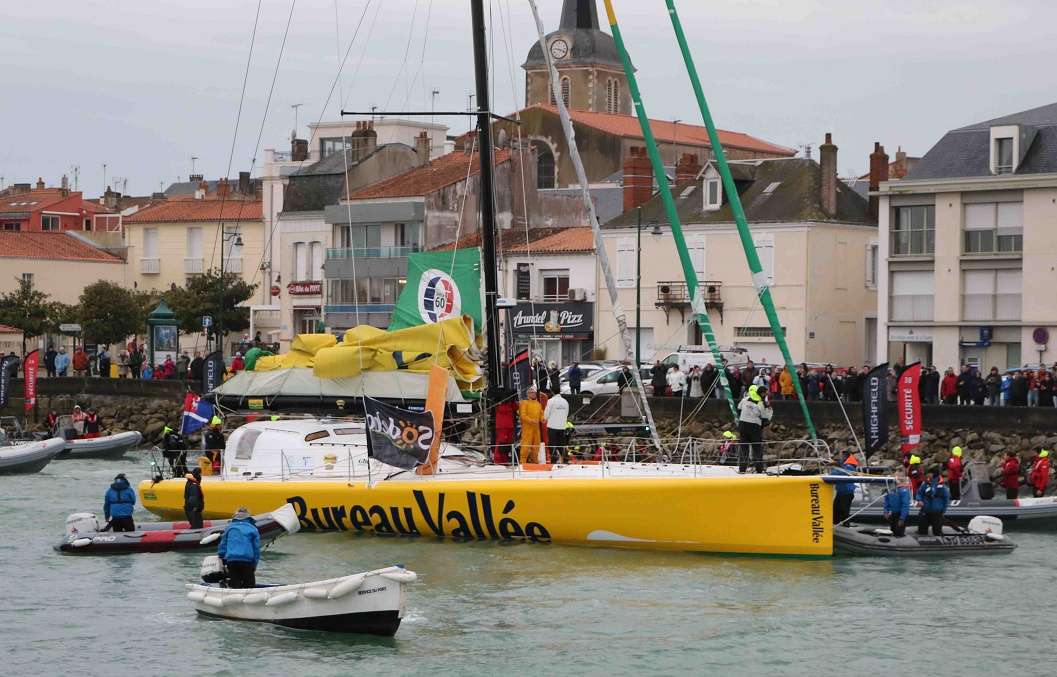
Arrivée de Louis Burton aux Sables D'Olonne lors du Vendée Globe 2016-2017.

  - 2e de la Semaine internationale de la voile
  - 10e du Grand Prix du Crouesty
  - 13e de l'Atlantique Le Télégramme
  - 3e du Trophée Atlantique
- 2007 :
  - 4e de l'Obélix Trophy
  - Vainqueur du Festival de la Voile
  - 2e de la Course Croisière EDHEC
- 2008 : 2e de la Course Croisière EDHEC
- 2009 :
  - 10e du Spi Ouest-France
  - 2e de la Course Croisière EDHEC par catégorie et 8e au classement général
  - 3e du Festival de la Voile
- 2010 :
  - 20e de la Route du Rhum sur le Class40 Bureau Vallée, en 20 jours 13 heures 44 minutes et 35 secondes, entre Saint-Malo et Pointe-à-Pitre
  - Vainqueur de la régate d'Antipodes en Class40[11]
- 2011 :
  - 7e sur 7 de la Transat B to B[12]
  - 7e de la Transat Jacques-Vabre avec Nelson Burton sur Bureau Vallée, en 17 jours 16 heures 45 minutes et 40 secondes, entre Le Havre et Puerto Limon (Costa Rica)
- 2012 : Participation au Vendée Globe 2012-2013 (abandon, percuté par un chalutier)
- 2013 : 5e de la Transat Jacques-Vabre avec Guillaume Le Brec sur Bureau Vallée, en 20 jours 2 heures 18 minutes et 45 secondes, entre Le Havre et Itajaí[13]
- 2014 : 5e de la Route du Rhum sur Bureau Vallée en 14 jours 1 heure 33 minutes et 44 secondes, entre Saint-Malo et Pointe-à-Pitre
- 2015 : 9e de la Transat Jacques-Vabre avec Romain Attanasio sur Bureau Vallée, en 19 jours 5 heures 11 minutes et 33 secondes, entre Le Havre et Itajaí (Brésil)
- 2017 :
  - 7e du Vendée Globe 2016-2017 sur Bureau Vallée, en 87 jours 21 heures 45 minutes et 49 secondes
  - 7e de la Transat Jacques-Vabre 2017 avec Servane Escoffier, en 15 jours 16 heures 02 minutes et 58 secondes, entre Le Havre et Salvador de Bahia
- 2019 :
  - 10e de la Transat Jacques-Vabre 2019 avec Davy Beaudart sur Bureau Vallée 2, en 14 jours 16 heures 21 minutes et 43 secondes, entre Le Havre et Salvador de Bahia (Brésil)
  - 4e de la Fastnet Race 2019 avec Servane Escoffier
- 2021 : 3e du Vendée Globe 2020-2021 sur Bureau Vallée 2, en 80 jours 10 heures 25 minutes et 12 secondes
- 2022 : 
  - 3e de la Guyader Bermudes 1000 Race sur Bureau Vallée 3
  - 5e de la Vendée-Arctique sur Bureau Vallée 3
- 2024 : Participation au Vendée Globe 2024-2025 (abandon après 24 jours, victime d'une avarie)

### Résultats au Vendée Globe
| Édition                | Classement | Temps                  | Retard sur le 1er |
| Vendée Globe 2012-2013 | Abandon    | -                      | -                 |
| Vendée Globe 2016-2017 | 7e         | 87 j 21 h 45 min 49 s* | 13 j 18 h 10 min  |
| Vendée Globe 2020-2021 | 3e         | 80 j 10 h 25 min 12 s  | 06 h 40 min       |
| Vendée Globe 2024-2025 | Abandon    | -                      | -                 |

* Pénalité de 2 heures pour une rupture involontaire du plomb d’arbre d’hélice.

### Résultats sur la Transat Jacques-Vabre
| Édition                    | Équipier          | Classement G/C | Catégorie | Temps               | Parcours                                   |
| Transat Jacques-Vabre 2011 | Nelson Burton     | 7e/7e          | IMOCA     | 17 j 16 h 45 m 40 s | Le Havre - Puerto Limon                    |
| Transat Jacques-Vabre 2013 | Guillaume Le Brec | 11e/5e         | IMOCA     | 20 j 02 h 18 m 45 s | Le Havre - Itajaí, 5 400 milles            |
| Transat Jacques-Vabre 2015 | Romain Attanasio  | 13e/9e         | IMOCA     | 19 j 05 h 11 m 33 s | Le Havre - Itajaí, 5 400 milles            |
| Transat Jacques-Vabre 2017 | Servane Escoffier | 13e/7e         | IMOCA     | 15 j 16 h 02 m 58 s | Le Havre - Salvador de Bahia, 4 350 milles |
| Transat Jacques-Vabre 2019 | Davy Beaudart     | 13e/10e        | IMOCA     | 14 j 16 h 21 m 43 s | Le Havre - Salvador de Bahia, 4 350 milles |
| Transat Jacques Vabre 2021 | Davy Beaudart     | Abandon        | IMOCA     |                     |                                            |